# Roadend Nunatak
Der Roadend Nunatak (englisch für Wegendenunatak) ist ein markanter, 1432 m hoher Nunatak in der antarktischen Ross Dependency. Er ragt 6 km westnordwestlich des Bastion Hill an der Nordflanke des Darwin-Gletschers auf.
Die Mannschaft zur Erkundung des Darwin-Gletschers bei der Commonwealth Trans-Antarctic Expedition (1955–1958) benannten ihn so, da er als Landmarke für Schlittenteams und Flugzeuge zum Auffinden des Lagers dieser Mannschaft diente.